# پرچم جمهوری آرتساخ
پرچم جمهوری آرتساخ برگرفته از پرچم ارمنستان بوده و تنها طرح مثلثی‌شکل سفیدرنگی به آن اضافه شده‌است. این پرچم را در تاریخ ۲ ژوئن ۱۹۹۲ به‌عنوان پرچم رسمی خود پذیرفت تا نمادی بر میراث، فرهنگ و جمعیت ارمنی منطقه باشد.
شکل مثلث‌مانند سفیدرنگی که به صورت برشی زیگزاگی در سمت راست پرچم قرار دارد، اشاره‌ای به جمهوری آرتساخ به‌عنوان منطقه‌ای جداشده از ارمنستان است. این نقش همچنین شبیه به طرح‌های به‌کاررفته در قالیچه‌ها است. با این حال بیش‌ترین اشارهٔ پرچم به ارمنی‌بودن جمهوری آرتساخ است که توسط مردمانی ارمنی و با پرچم ارمنستان اداره می‌شود و زیگزاگ سفیدرنگ در درجهٔ دوم اهمیت قرار دارد.